# Hiroyuki Kitakubo
Hiroyuki Kitakubo (北久保 弘之, Kitakubo Hiroyuki), Tòquio, 15 de novembre de 1963) és un director de cinema i guionista d’anime japonès.

## Biografia
Hiroyuki Kitakubo va néixer a Tōkyō el 15 de novembre de 1963 al barri de Bunkyō.
Encara a l'institut, ja treballava a temps parcial com a animador. Va debutar el 1979 a la sèrie Mobile Suit Gundam com a interval·lista. Després de treballar als estudis Nakamura Production i Neo-media, es va independitzar. El 1982, va fundar l'estudi MIN amb altres animadors independents, que va acabar fent fallida el 1990. Va produir OAV eròtics (Cream Lemon - Popchaser, Golden Boy) i participa en nombrosos projectes de Mamoru Oshii (Tenshi no Tamago, Blood: The Last Vampire) i Katsuhiro Ōtomo (Robot Carnival, Roujin Z).
El 2001, va guanyar el "Premi Individual" a la Sisena Convenció d'Animació de Kōbe per la seva darrera pel·lícula. Blood: The Last Vampire també va guanyar el gran premi al Japan Media Arts Festival l'any 2000 i el primer premi a la World Animation Celebration el 2001.

## Filmografia parcial
- 1979 : Mobile Suit Gundam (sèrie de televisió) - Interval·lista
- 1981-82 : Space Warrior Baldios (sèrie de televisió) - Interval·lista
- 1983-84 : Stop !! Hibari-kun ! (sèrie de televisió) - Animador clau
- 1984-1985 : Gu Gu Ganmo (sèrie de televisió) - Animador clau
- 1984 : Southern Cross (sèrie de televisió) - Animador clau
- 1984-86? : Urusei Yatsura  (sèrie de televisió) - Animador clau
- 1984 : Urusei Yatsura 2: Beautiful Dreamer (pel·lícula) - Animador clau
- 1984 : The Super Dimension Fortress Macross: Do You Remember Love? (pel·lícula) - Animador clau
- 1984 : Lensman (pel·lícula) - Animador clau
- 1985 : Dream Hunter Rem (OAV) - Animador clau (ep 1)
- 1985 : Tenshi no Tamago (pel·lícula) - Animador
- 1985 : Urusei Yatsura 3: Remember My Love (pel·lícula) - Animador clau
- 1985 : Cream Lemon - Popchaser (OAV) -Director, idea original, guió, storyboard, director d'animació, animador clau
- 1987: Black Magic M-66 (OAV) - Co-director, dissenyador de personatges
- 1987: Robot Carnival (pel·lícula) - Director i guionista (A tale of two Robots)
- 1988-89 : Patlabor (OAV) - Animation (op)
- 1988 : Tekken Chinmi (sèrie de televisió) - Storyboard
- 1988 : Akira (pel·lícula) – Animador clau
- 1988 : Mobile Suit Gundam: Char's Counterattack (pel·lícula) - Animador clau
- 1988-89 : Gunbuster (OAV) - Animation (op)
- 1991 : Roujin Z (OAV) - Director, storyboard
- 1993 : JoJo's Bizarre Adventure (OAV) - Director
- 1995 : Golden Boy (OAV) - Director, guionista, director de so, storyboard (ep 1,6), directour d'episodi (ep 1,6)
- 2000 : Blood: The Last Vampire (pel·lícula) - Director, guionista
- 2000-01 : FLCL (OAV) - Animador clau
- 2003 : Someday's Dreamers (sèrie de televisió) - Animador clau